# Da troppo tempo/I tetti rossi di casa mia
Da troppo tempo/I tetti rossi di casa mia è un singolo di Milva, pubblicato dalla Ricordi nel 1973.

## Da troppo tempo
Da troppo tempo, è un brano scritto da Giancarlo Colonnello su musica di Luigi Albertelli su arrangiamento diretto dal maestro Natale Massara.
Il brano fu presentato al Festival di Sanremo 1973 posizionandosi al terzo posto della classifica finale, dietro Peppino Gagliardi e Peppino Di Capri.
Il brano non fu inserito in alcun album ma fu pubblicato nel 2016 nella raccolta della BMG Milva.

## I tetti rossi di casa mia
I tetti rossi di casa mia è la canzone pubblicata sul lato B del singolo, scritta da Enrico Riccardi su musica di Luigi Albertelli. Anche questo brano non fu inserito in nessun album ma fu inserito nel 2016 nella raccolta Milva.

## Edizioni
Il singolo è stato distribuito in Italia dall'etichetta Ricordi, con codice SRL 10687, ed è stato distribuito anche in Svizzera, Yugoslavia, Canada, Libano, Grecia e Giappone.